# 高得志
高得志，號秩齋，清朝武官官員，本籍江蘇。
曾任福建水師提標後營遊擊。雍正十三年，奉旨接替陳倫炯，於台灣地區擔任台灣水師協副將，后升任福建臺灣水師副將。雍正年间，担任福建金門總兵官。乾隆三年，担任福建閩安水師副將。乾隆四年，任福建澎湖水師副將。